# Istorija Kambodže
Istorija Kambodže, zemlje u kontinentalnom delu jugoistočne Azije, može se pratiti bar do 5. milenijuma pne. Detaljni zapisi o političkoj strukturi na teritoriji sadašnje Kambodže prvi put se pojavljuju u kineskim analima u vezi sa Funanom, političkom strukturom koja je obuhvatala najjužniji deo Indokineskog poluostrva tokom perioda od I do VI veka. Sa centrom na donjem Mekongu, Funan je zapažen kao najstarija regionalna hinduistička kultura, što sugeriše dugotrajnu socio-ekonomsku interakciju sa pomorskim trgovinskim partnerima Indosfere na zapadu. Do 6. veka civilizacija, zvana Čenla ili Zenla u kineskim analima, potpuno je zamenila Funan, kontrolisala je veća, raznovrsnija područja Indokine i održavala više od jednog centra moći.
Kmersko carstvo je osnovano početkom 9. veka. Izvori se ovde pozivaju na mitsku ceremoniju inicijacije i konsekracije da bi se uspostavio politički legitimitet osnivača Džajavarmana II na planini Kulen (planini Mahendra) 802 godine pne. Niz moćnih suverena, koji su nastavljali hinduističku kultnu tradiciju, vladao je tokom klasične ere kmerske civilizacije do 11. veka. Nova dinastija provincijalnog porekla uvela je budizam, što je prema nekim učenjacima rezultiralo kraljevskim religijskim diskontinuitetima i opštim padom. Kraljevska hronologija završava se u 14. veku. Velika dostignuća u administraciji, poljoprivredi, arhitekturi, hidrologiji, logistici, urbanističkom planiranju i umetnosti svedoče o kreativnoj i progresivnoj civilizaciji - u svojoj složenosti kamenu temeljacu kulturne zaostavštine jugoistočne Azije.
Pad se nastavio tokom prelaznog perioda od oko 100 godina, što je praćeno srednjim periodom kambodžanske istorije, koji se takođe naziva tamni vek Kambodže, počevši od sredine 15. veka. Iako su hinduistički kultovi do tada bili već zamenjeni, nalazišta spomenika u staroj prestolnici ostaju važno duhovno središte. Od sredine 15. veka, dolazilo je do stalnih migracija stanovništva na istok, i oni su se uz manje izuzetke nastanili na ušću reka Mekong i Tonle Sap u Čaktomuku, Longveku i Oudongu.
Pomorska trgovina bila je osnova vrlo prosperitetnog 16. veka. Kao rezultat toga, stranci - muslimanski Malajci i Čami, hrišćanski evropski avanturisti i misionari - sve više su uznemiravali i uticali na vladine poslove. Bogatstvo i robusna ekonomija s jedne strane i uznemirena kultura i kompromitovana kraljevska porodica sa druge strane bile su stalne karakteristike Longvekške ere.
Do 15. veka, tradicionalni susedi kmerskih zemalja, Mon narod na zapadu i Čam narod na istoku postepeno su istisnuti ili zamenjeni otpornim Sijamcima/Tajlanđanima i Anamezima/Vijetnamcima, respektivno. Ove su sile percipirale, razumele i sve češće sledile imperativ kontrole donjeg sliva Mekonga kao ključa za kontrolu nad čitavom Indokinom. Slabo kmersko kraljevstvo samo je ohrabrilo stratege u Ajutaji (kasnije u Bangkoku) i u Hui. Napadi na kmerske kraljevske rezidencije ostavili su suverene bez ceremonijalne i legitimne baze moći. Mešanje u sukcesijsku i bračnu politiku dodalo je propadanja kraljevskog prestiža. Oudong je osnovan 1601. godine kao poslednja kraljevska rezidencija srednjeg perioda.
Dolaskom u 19. veku tehnološki naprednijih i ambicioznijih evropskih kolonijalnih sila sa konkretnim politikama globalne kontrole okončane su regionalne razmirice. Sijam/Tajland, iako ponižen i u povlačenju, izbegao je kolonizaciju kao tamponska država, dok je Vijetnam postao žarište francuske kolonijalne ambicije. Kambodža, iako u velikoj meri zanemarena, ušla je u Indokinesku uniju kao percipirani entitet i bila je sposobna da održi i povrati svoj identitet i integritet u modernom dobu.
Nakon 80 godina kolonijalne hibernacije, kratka epizoda japanske okupacije tokom Drugog svetskog rata, koja se podudarala sa ustoličavanjem kralja Sihanuka, bila je uvodni čin za nepovratni proces reemancipacije i moderne istorije Kambodže. Kraljevina Kambodža (1953–70), nezavisna od 1953, borila se da ostane neutralna u svetu oblikovanom polarizacijom nuklearnih sila, SAD i Sovjetskog Saveza. Kako se Indokinejski rat eskalirao, Kambodža se sve više uključuje. Kmerska republika je jedan od rezultata iz 1970. godine. Došlo je do drugog građanski rata 1975. godine, kad je zemlja pala u ruke Crvenih Kmera. Kambodža prolazi kroz period Demokratske Kampučije i dugotrajne Vijetnamske okupacije, period Narodne Republike Kampučije i UN mandata na putu do moderne Kambodže od 1993. godine.

## Dodatna literatura
- Chandler, David (2009). A History of Cambodia (4th изд.). Westview Press.